# 施公祠
23°33′49″N 119°33′52″E / 23.563634°N 119.564436°E
施公祠，舊稱施將軍廟。康熙廿二年（1683年），福建水師提督施琅率兵攻克台灣東寧政權（澎湖海戰），延平郡王鄭克塽投降，台灣、澎湖初次歸收編入大清帝國版圖，乃設府置廳，歸屬福建省。同年中秋，朝廷感念施琅戰功，授其為靖海將軍，封靖海侯，便在今日澎湖醫院一帶建造施琅生祠。由此推估施將軍廟建祠的期間約略於1683年施琅封侯之後、1696年施琅過世之前。

## 沿革
施將軍廟在有清一代香火鼎盛，廟宇規模亦遠大於今日。道光十二年（1832年），施將軍廟加祀赴台弭平「張丙之亂」而殉職的海壇鎮標兵楊高陞和澎湖水師高清河等入祠，從此改稱「施公祠」。
1895年（光緒21年、明治28年）台灣進入日本帝國統治時期；統治者因政治因素考量，刻意提高鄭成功的地位（母親是日本人）。施琅曾做為鄭成功手下，卻涉叛鄭降清之舉被擴大渲染，一代靖海侯的威名轉趨負面，連帶影響施公祠香火沉寂下來。以至於大正三年（1914年）因應澎湖病院興建，將施公祠搬遷至海壇館的伙房處（即今址，位於天后宮東側、中央老街入口處），格局侷促而偏狹，令人難以遙想施公祠於清季香客八方來從的盛況。
依據目前史料所載，台灣原有兩座祭祀施琅廟祠。其一於台南，其二於澎湖。台南部分依據重修台灣縣志卷六記載:「施侯祠于寧南坊，祀太子少保靖海將軍靖海侯施琅」，但康熙59年（1720年）因地震而圮，即未再重建。另《澎湖紀略．續編》亦記載：「施將軍廟，廟在媽宮澳東街。前水師提督施琅平台有功，封靖海侯，官民建祠祀之。（澎湖）通判蔣鏞查在澎奉差因公遭風歿於王事者，皆無專祀，因籌捐銅錢三十二千文，發交鹽館生息；又籌捐銅錢四十千文，移營生息，附祭各木主於此以報之。」。
日治時期大正三年（1914年）廟址（媽宮澳東街、今澎湖醫院處）被徵用闢為醫院院舍，故與海壇館一同遷建於中央街今址，神像初置於海壇標兵之伙房供祭祀（即現址），復由施琅部屬之後代項秀明於是年重建。後繼任的管理者項炎奐曾於1970年和1991年整修過兩次施公祠，建築呈現二合一的「連體廟館」形式，目前已被文建會列為三級古蹟，2004年因內部已殘破不堪，由時任管理人項忠信先生主持，依原樣再行重修。目前依文化資產保存法公告為縣（巿）定古蹟。

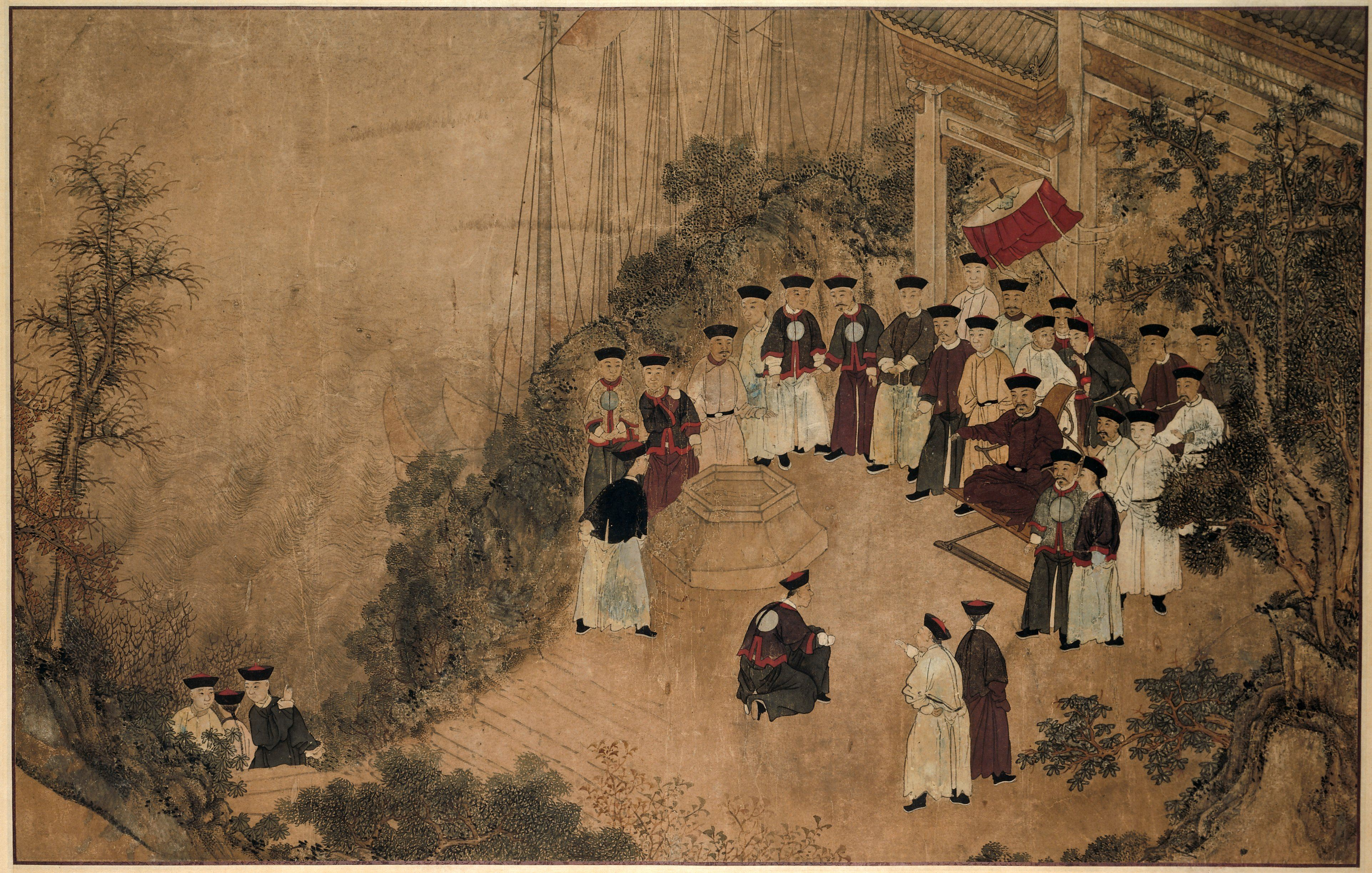
施琅畫像

## 碑文
內有懸掛澎湖水師副將詹功顯在道光十五年（1835年）所立「寰海皆春匾」，以及與澎湖水師協海壇鎮營相關等多項文物，如「道光癸卯年重修碑」（道光24年，1843年），以及施公祠入口處「福曜海山匾」，由明治戊戌年（明治31年，1898年）海壇鎮將兵後人所立。

### 施將軍廟碑記
閩海汪洋之東，有島曰澎湖，明朝備倭，更番戍守。及鄭氏據臺灣，勢為咽喉，環島要害，皆設礮臺，因以為城。康熙二十年辛酉八月間，余奉命專征至閩，群議咸以浩渺之表，難以奉膚。余乃矢策，繕舟楫，訓甲兵，歷有歲餘。以二十二年癸亥六月十四日乘南風由銅山進師，直抵八罩。偽帥劉國軒統眾拒敵，適風息潮退，難以進取，余暫收軍八罩。再申軍令，以二十二日揚帆齊發，礮聲駭浪，火焰衝天，將士用命奮戰，盡焚其舟，而破其壘。偽軍全沒，屍浮海中，以□青波。時以為偽帥俱亡，不知其僅以身免，乘小艇匿敗艘二十餘遁去也。所有在水中撈起偽將士八百餘，帶傷負創、喘息猶存者，具施以醫藥，浹月痊愈。仍給糧食，撥船載歸，令其傳諭臺灣，束身歸命。其陸地偽將卒楊德等四千餘員名，倒戈乞降。余更奏請，奉有旨：赦其前罪。是以臺灣人心咸知有生，紛紛內潰。偽藩及偽文武，自度勢窮難保，修降表至矣。余□於八月□□（按：此段應為『余旋於八月望日』），躬臨赤崁受降，海疆從是廓清。以數十年未靖之波，臨淵血戰始定，則斯島謂非巖區矣！爰是誌於□□□朝□成之，故記之云。
 — 太子少保、靖海將軍、靖海侯世襲罔替、水師提督事務施琅立。（按：碑內闕九字）

### 其他碑記
道光癸卯年花月　施公祠重修 海壇右營戎澎各隊目兵丁等四百二十八名共捐餉銀壹百二十八兩四錢正 董事海壇劉印元成另捐餉銀貳拾兩正
 — 海壇各伙房長仝公立

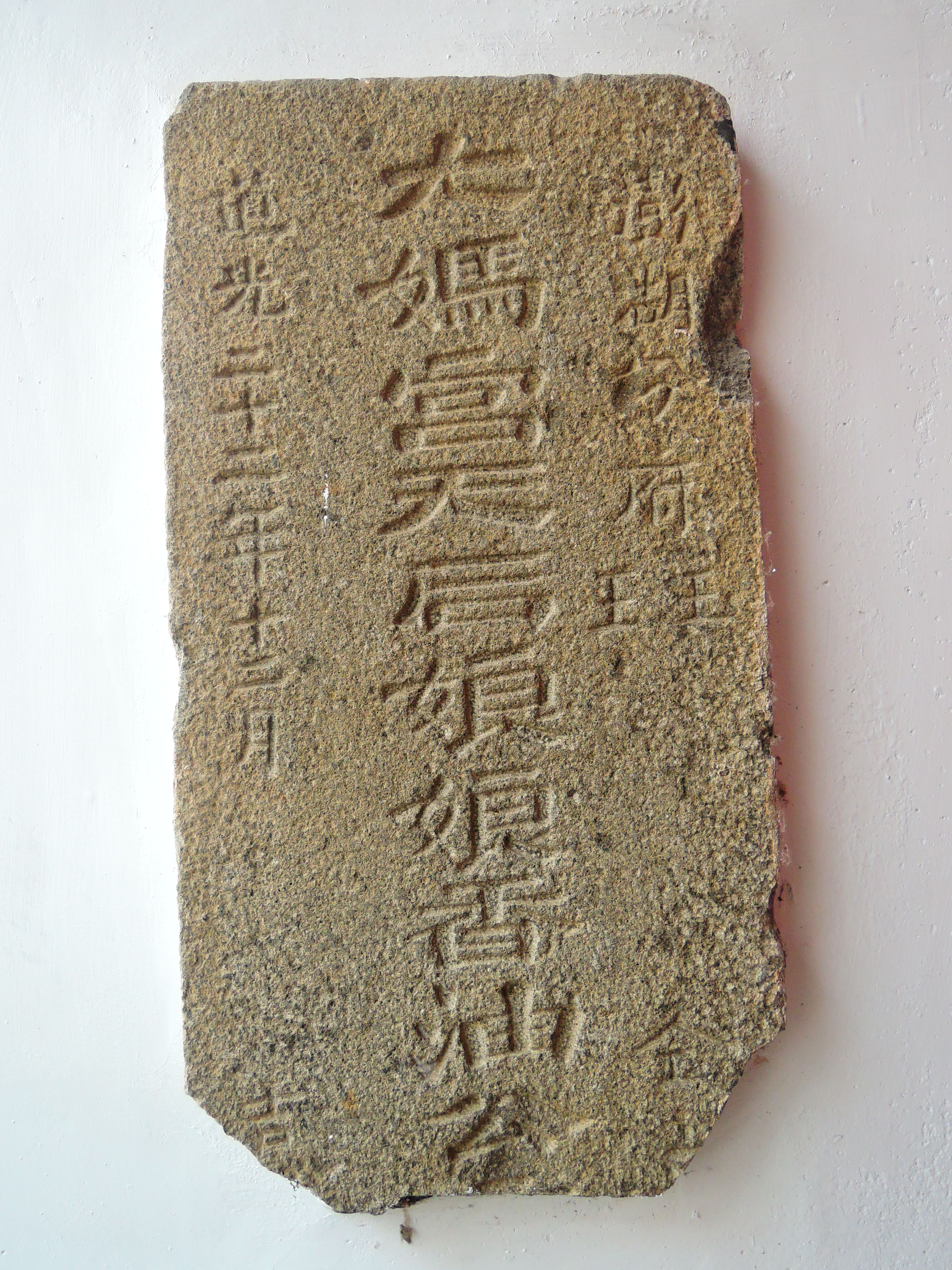
香油捐獻碑 （1842年）
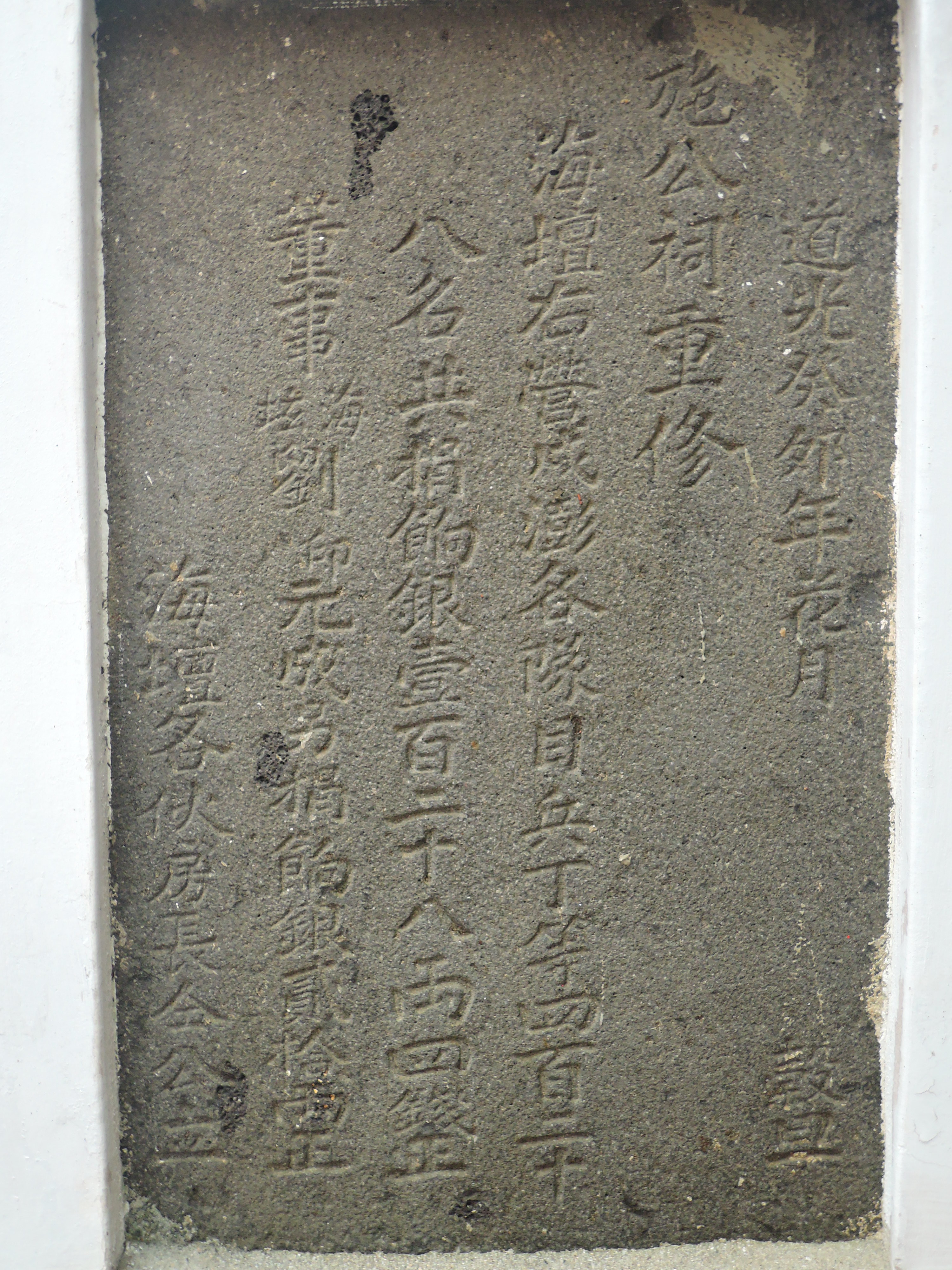
施公祠重修碑（1843年）

## 圖輯

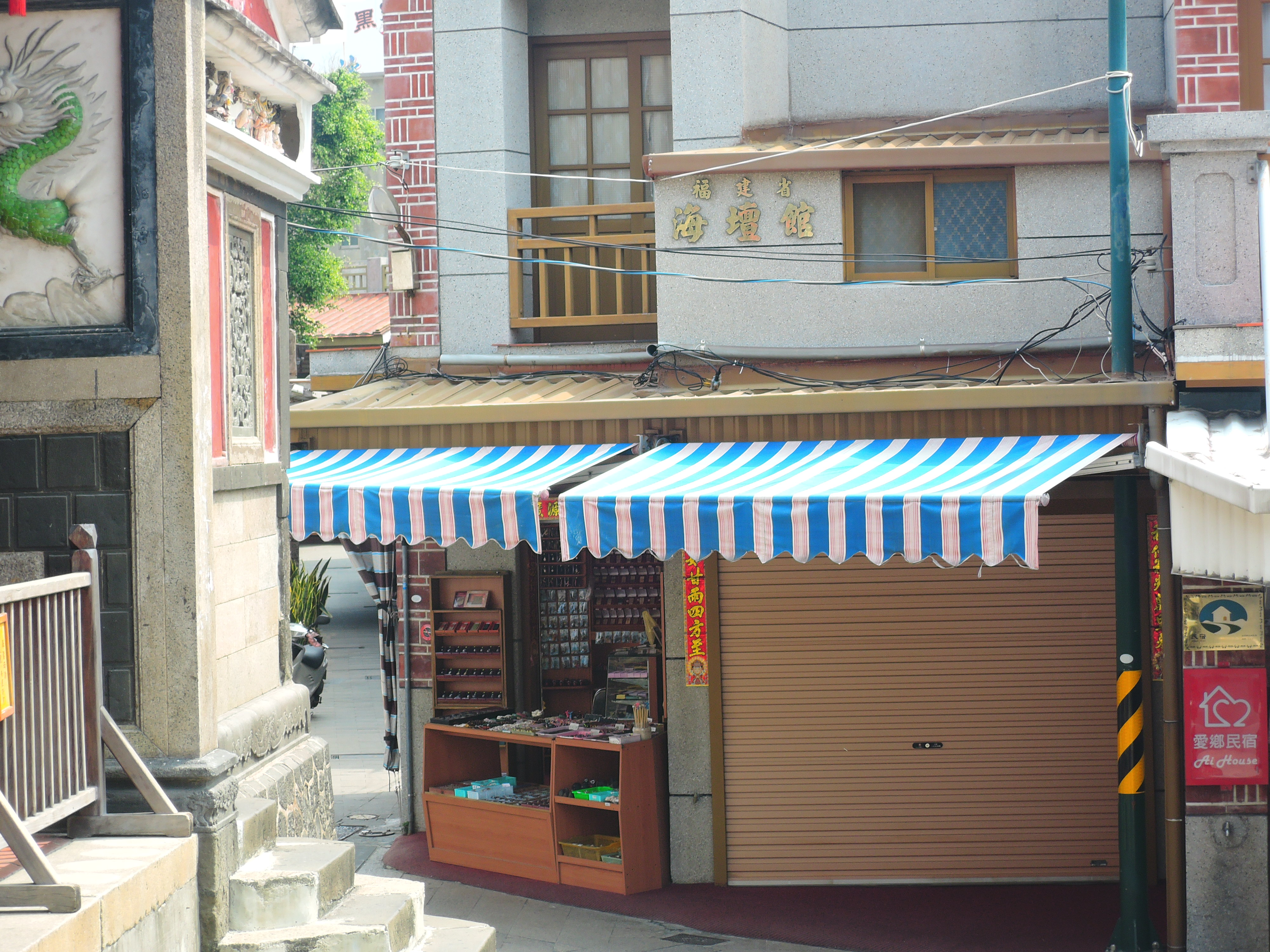
澎湖天后宮旁，福建省海壇館址
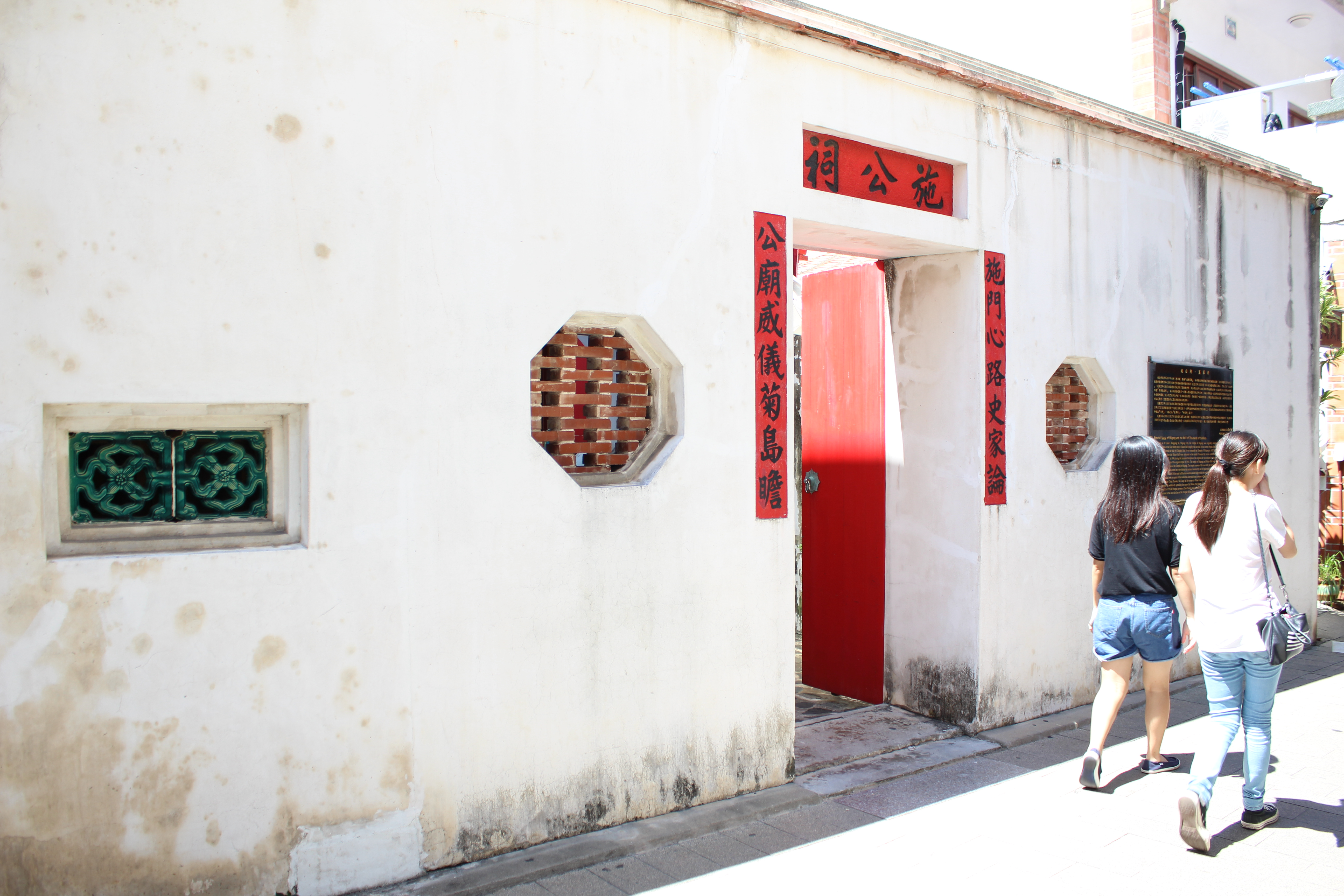
施公祠外部
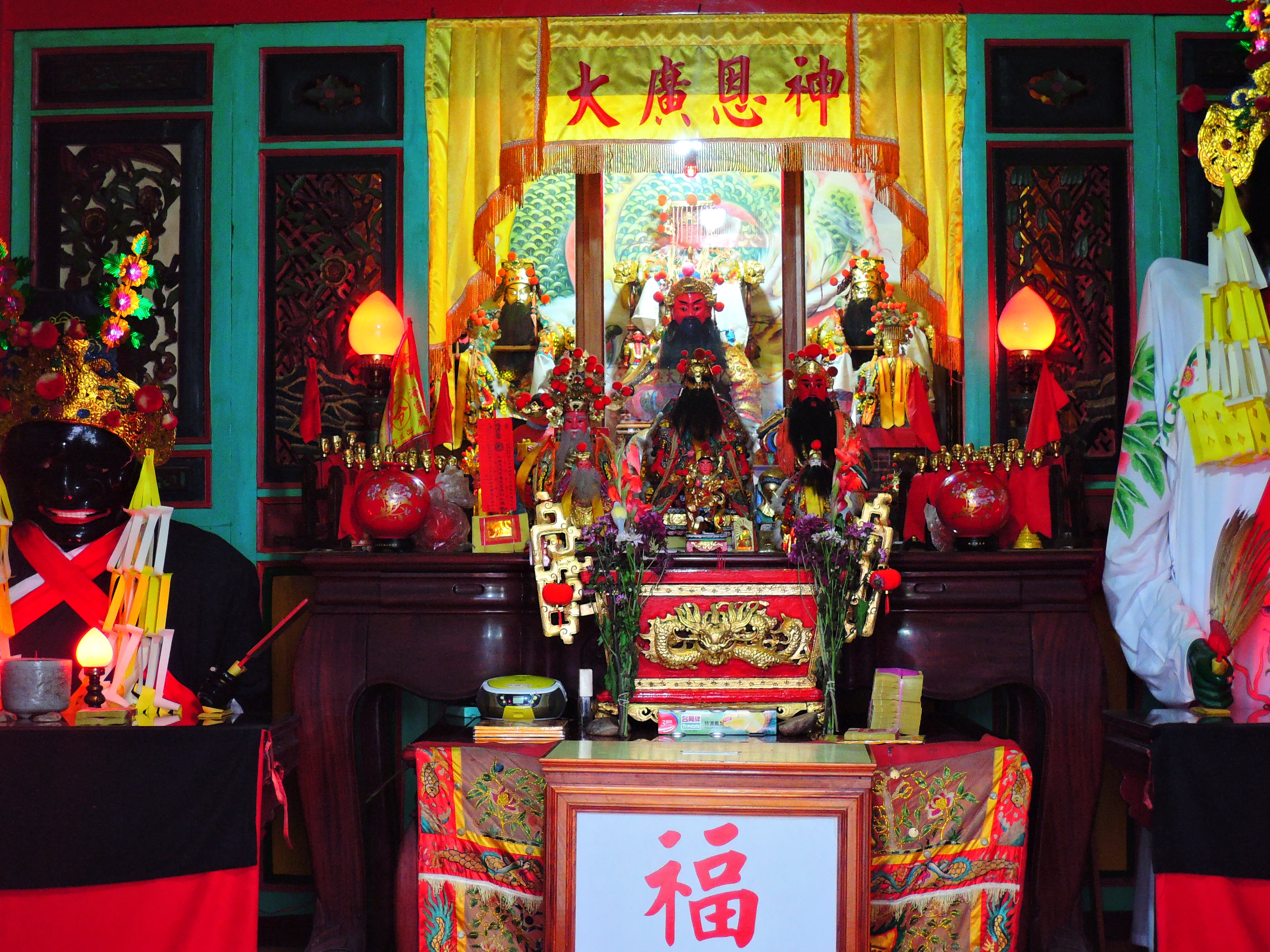
神明廳
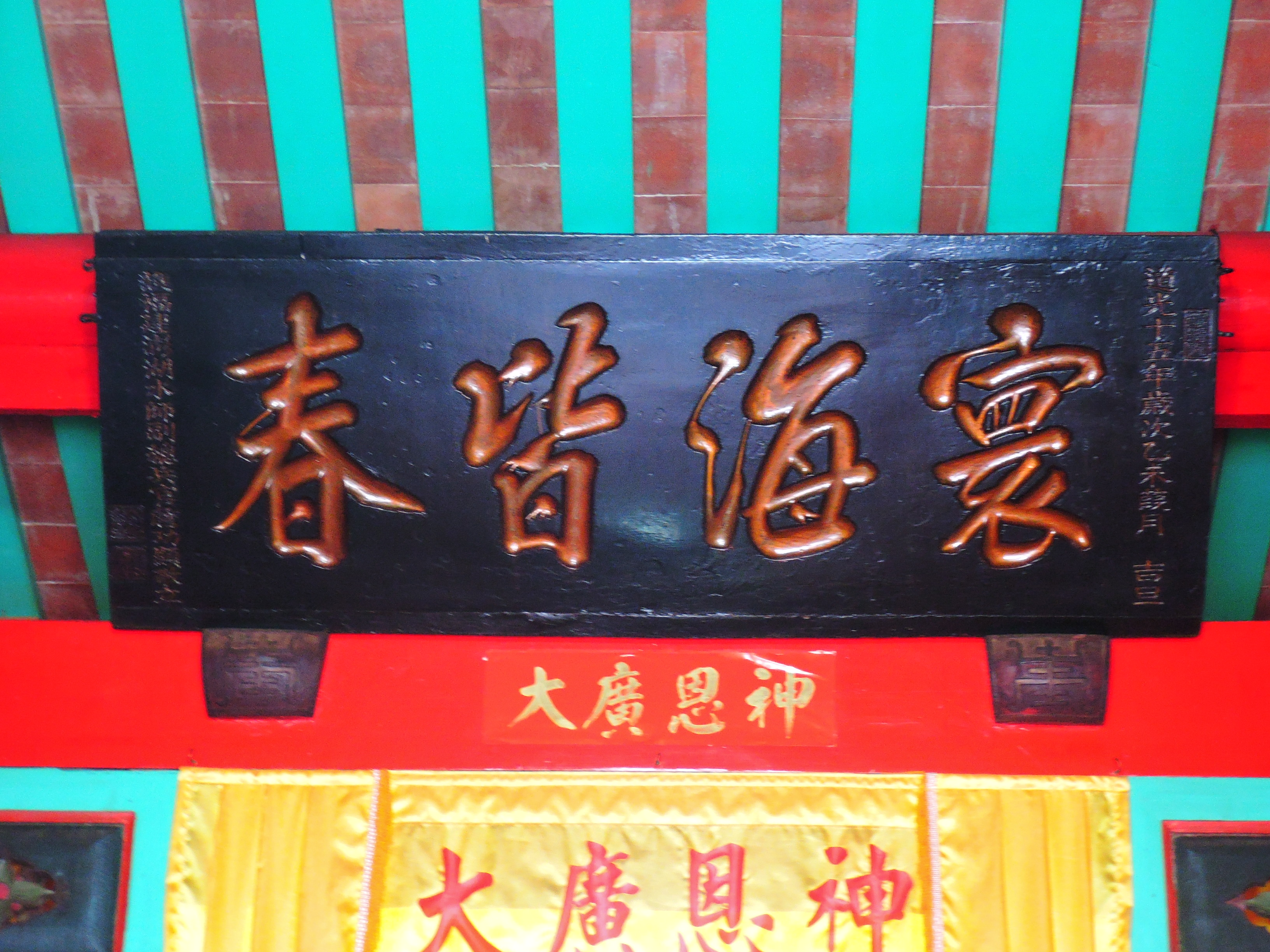
寰海皆春匾（1835）
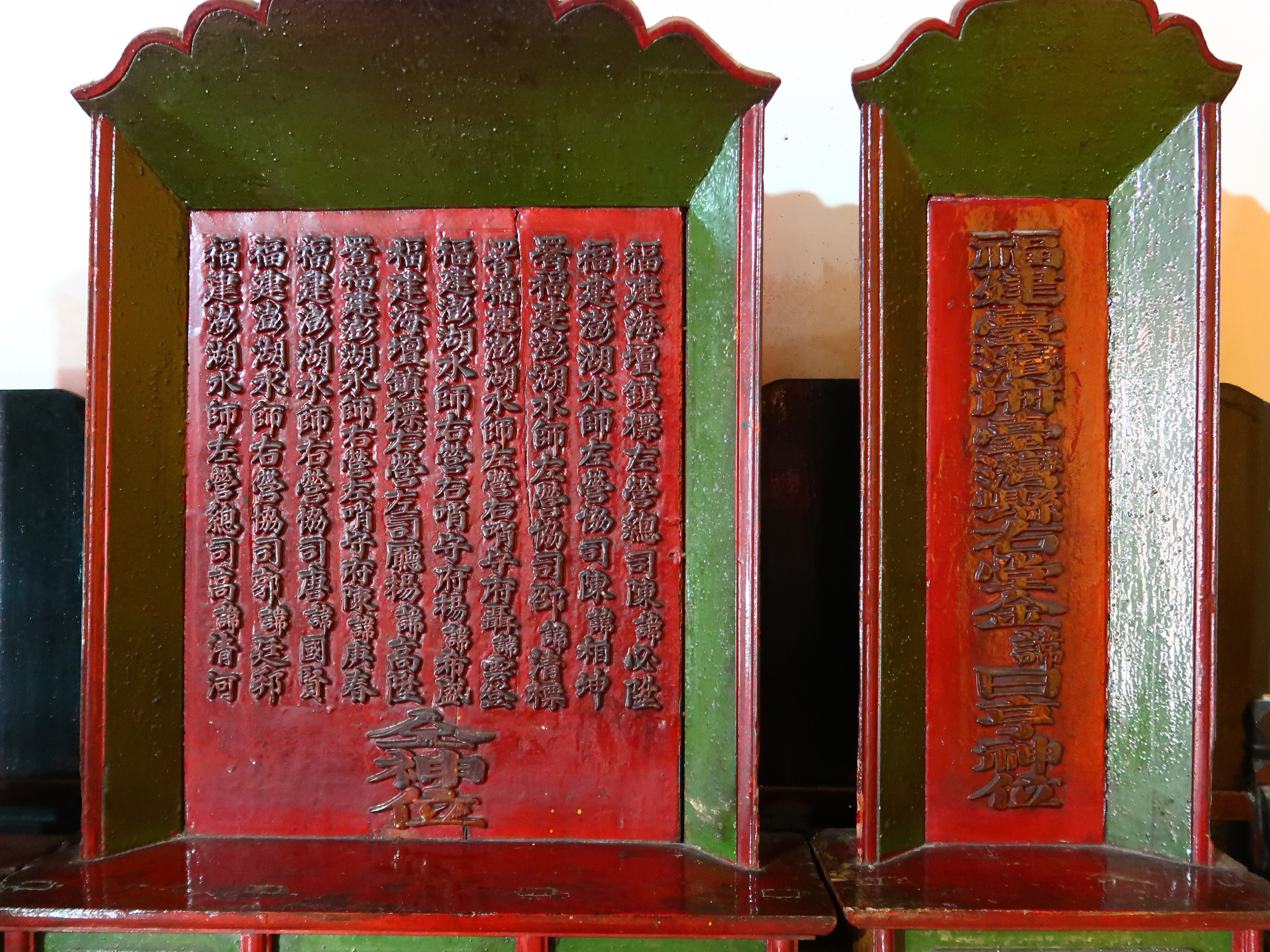
福建澎湖水師殉職軍士之神位